# Megalepthyphantes
Megalepthyphantes är ett släkte av spindlar som beskrevs av Jörg Wunderlich 1994. Megalepthyphantes ingår i familjen täckvävarspindlar.
Kladogram enligt Catalogue of Life och Dyntaxa:
| Megalepthyphantes | \| \| Megalepthyphantes auresensis \| \| \| \| \| \| Megalepthyphantes bkheitae \| \| \| \| \| \| Megalepthyphantes camelus \| \| \| \| \| \| Megalepthyphantes collinus \| \| \| \| \| \| Megalepthyphantes hellinckxorum \| \| \| \| \| \| Megalepthyphantes kronebergi \| \| \| \| \| \| Megalepthyphantes lydiae \| \| \| \| \| \| Megalepthyphantes nebulosoides \| \| \| \| \| \| källarmattvävare \| \| \| \| \| \| Megalepthyphantes pseudocollinus \| \| \| \| \| \| Megalepthyphantes turkestanicus \| \| \| \| \| \| Megalepthyphantes turkeyensis \| \| \| \| |
|                   | \| \| Megalepthyphantes auresensis \| \| \| \| \| \| Megalepthyphantes bkheitae \| \| \| \| \| \| Megalepthyphantes camelus \| \| \| \| \| \| Megalepthyphantes collinus \| \| \| \| \| \| Megalepthyphantes hellinckxorum \| \| \| \| \| \| Megalepthyphantes kronebergi \| \| \| \| \| \| Megalepthyphantes lydiae \| \| \| \| \| \| Megalepthyphantes nebulosoides \| \| \| \| \| \| källarmattvävare \| \| \| \| \| \| Megalepthyphantes pseudocollinus \| \| \| \| \| \| Megalepthyphantes turkestanicus \| \| \| \| \| \| Megalepthyphantes turkeyensis \| \| \| \| |
|                   | Megalepthyphantes auresensis |
|                   | |
|                   | Megalepthyphantes bkheitae |
|                   | |
|                   | Megalepthyphantes camelus |
|                   | |
|                   | Megalepthyphantes collinus |
|                   | |
|                   | Megalepthyphantes hellinckxorum |
|                   | |
|                   | Megalepthyphantes kronebergi |
|                   | |
|                   | Megalepthyphantes lydiae |
|                   | |
|                   | Megalepthyphantes nebulosoides |
|                   | |
|                   | källarmattvävare |
|                   | |
|                   | Megalepthyphantes pseudocollinus |
|                   | |
|                   | Megalepthyphantes turkestanicus |
|                   | |
|                   | Megalepthyphantes turkeyensis |
|                   | |